# Terremoto della Valle del Bisenzio del 1899
Il terremoto della Valle del Bisenzio del 1899 è stato un evento sismico verificatosi il 26 giugno 1899 alle ore 23:17:22.
L'epicentro del terremoto fu presso i monti della Calvana a nord-est di Prato, nell'attuale territorio comunale di Vaiano. La zona sismogenetica si caratterizza per la presenza di una faglia attiva nel sottosuolo che interessa l'area dei Monti della Calvana.
La scossa, della durata di circa 8 secondi, fu preceduta da un bagliore e da un boato udito in una vasta area interessata dagli effetti del sisma.
L'evento sismico risulta finora quello maggiormente intenso nella città di Prato nel corso della sua storia di cui si abbiano notizie, raggiungendo in città un'intensità del VII grado della scala Mercalli e causando vari danni sia ad edifici residenziali (prevalentemente caduta di cornicioni e comignoli) che al patrimonio culturale.
Tra le strutture architettoniche monumentali danneggiate nel capoluogo laniero vi furono il Palazzo Pretorio e il santuario della Madonna del Soccorso dove si verificò il cedimento e la caduta di una volta.
Altre località interessate dai massimi effetti del sisma, del VII grado della Scala Mercalli, furono Montemurlo, Cantagrilli, Popigliano, Rocca Cerbaia, Schignano, Usella, Cantagallo, Vaiano e Vernio.